# Buchtovka
Buchtovka je přírodní památka na území obce Trhová Kamenice v okrese Chrudim. Důvodem ochrany jsou rašelinné louky s řadou pramenišť v nivě potoka, na kterých se vyskytuje mnoho ohrožených druhů rostlin a živočichů. Žijí zde především obojživelníci a vodní hmyz vázaný na rašelinné prostředí, roste zde několik druhů orchidejí a chráněná vachta trojlistá. Součástí přírodní památky je i lesní porost, který se skládá převážně z borovice lesní (Pinus sylvestris) a smrku ztepilého (Picea abies).

## Historie
Louky byly dříve extensivně hospodářsky využívané pastvou i sečením. V rámci zachování lučních společenstev jsou louky pravidelně koseny. Chráněné území spravuje Agentura ochrany přírody a krajiny ČR – RP Východní Čechy.

## Další fotografie

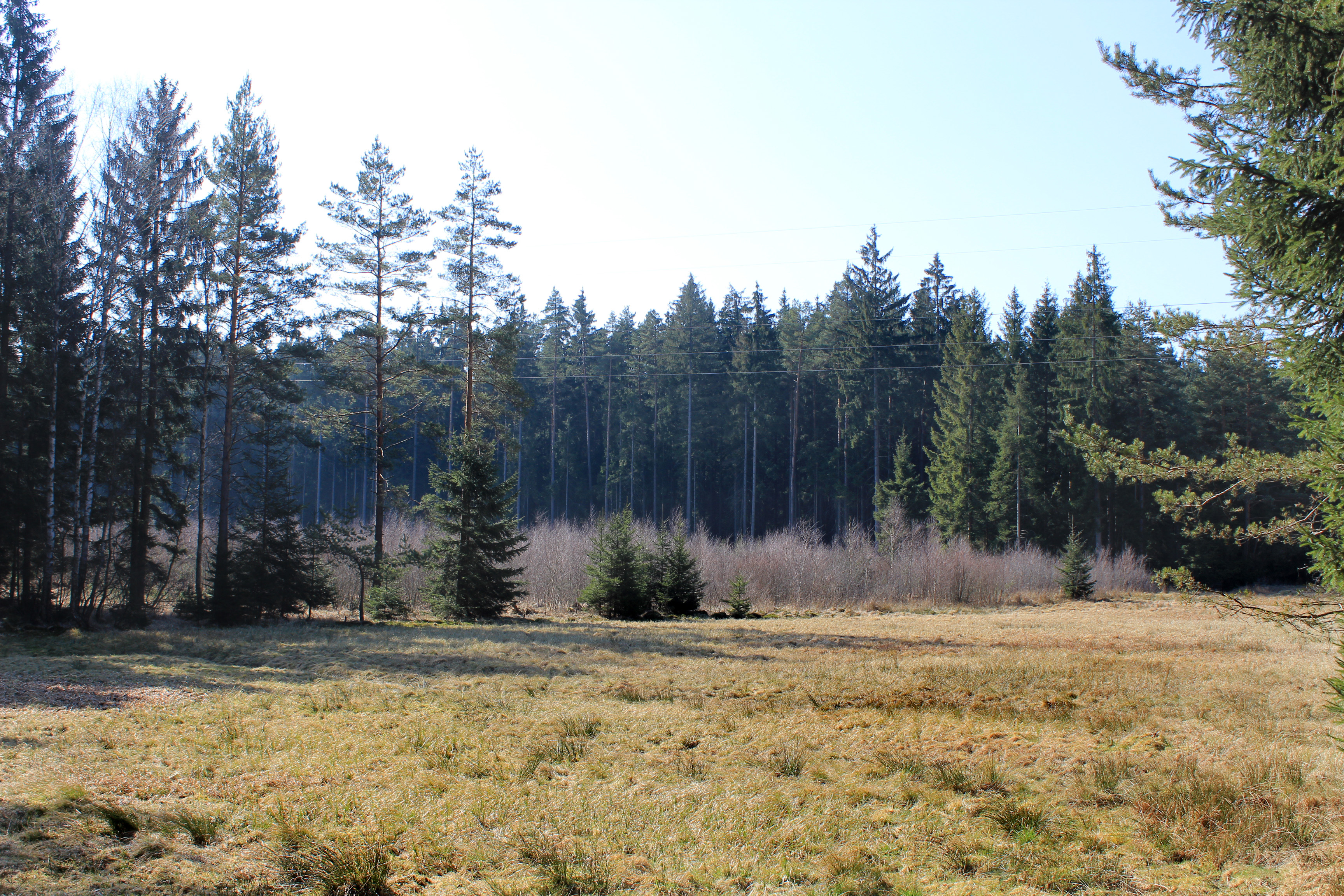
Louky v rezervaci
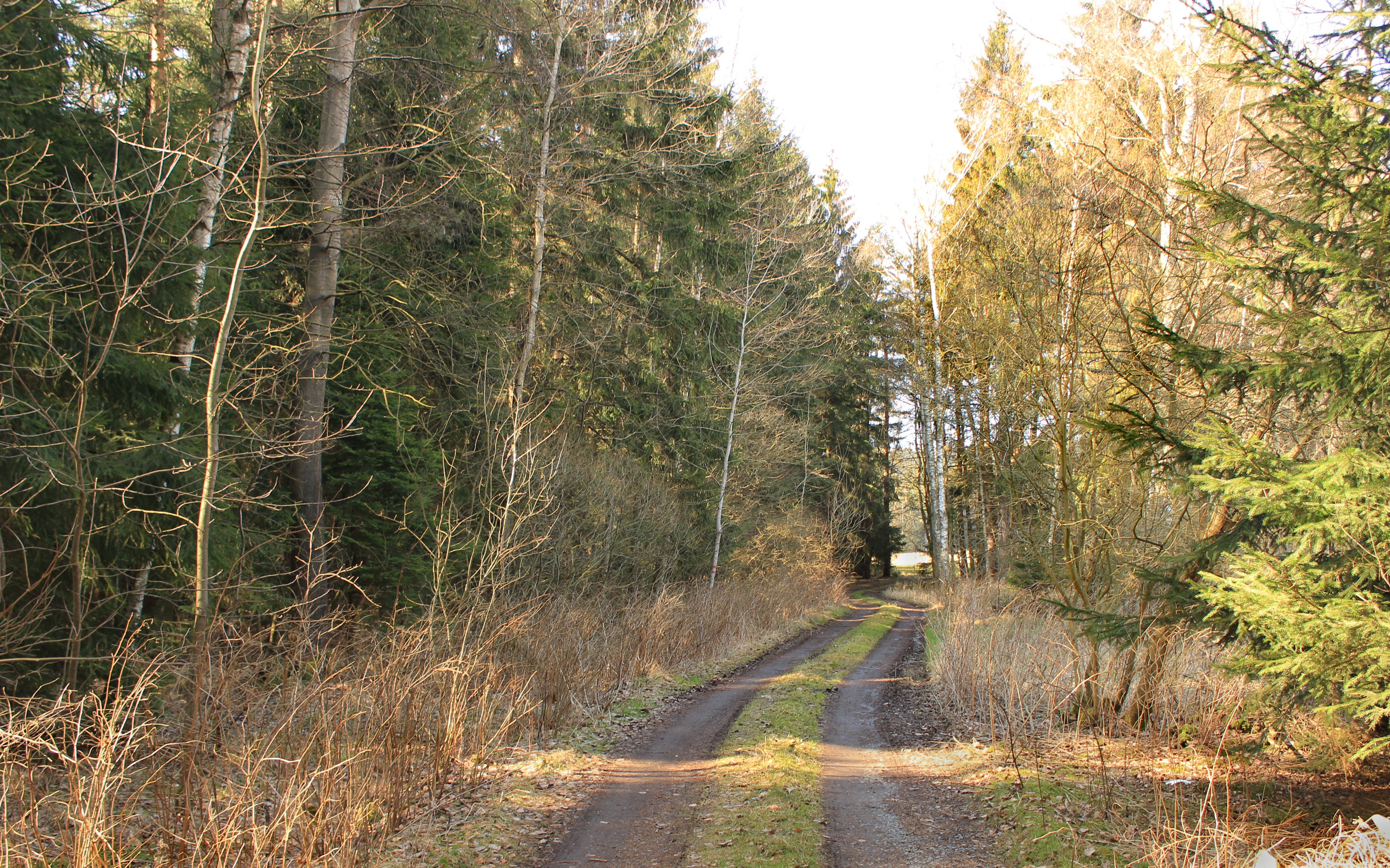
Cesta na okraji rezervace
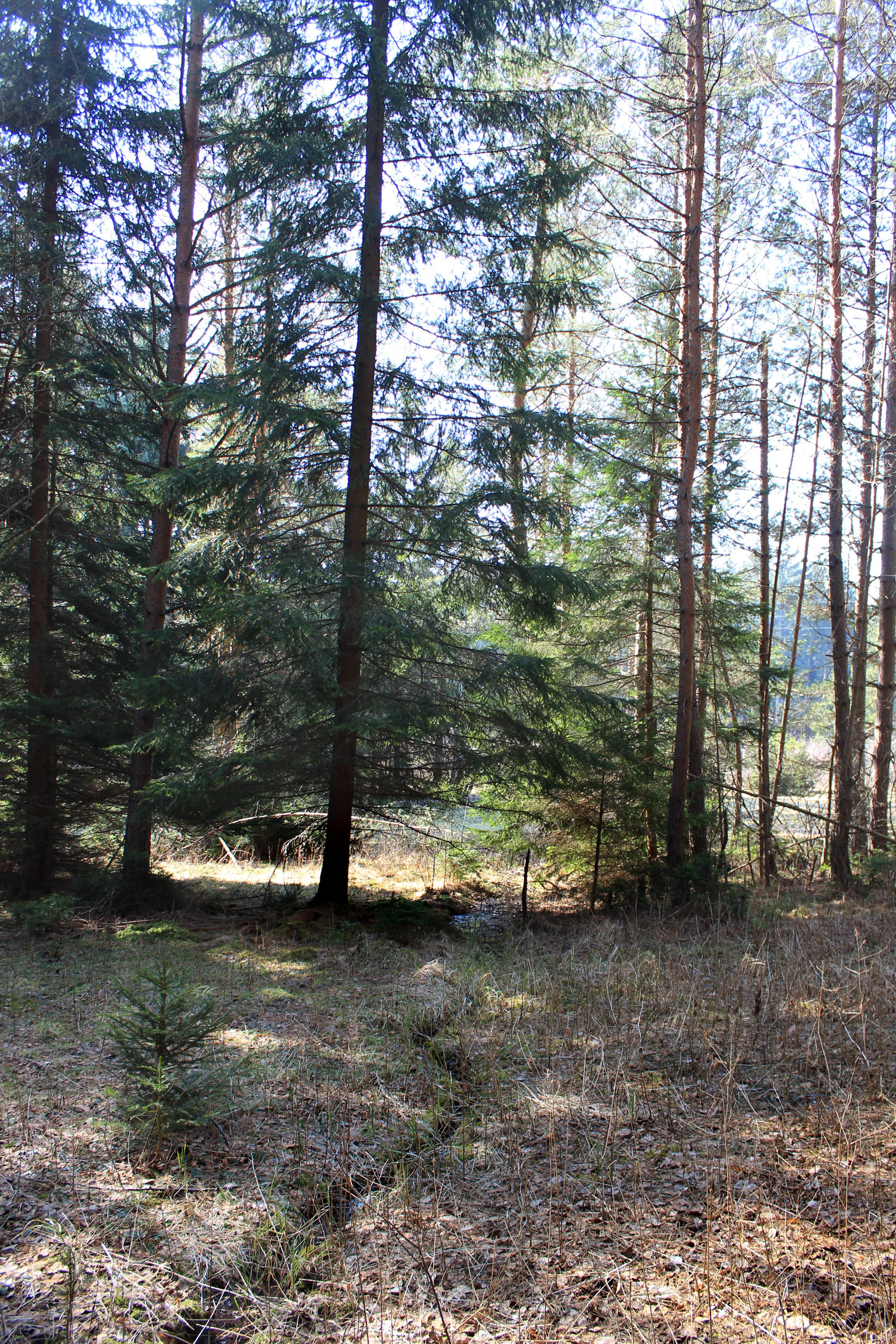
Potok vytvářející podmáčené prostředí